# جیپ رانگلر
جیپ رانگلر (به انگلیسی: Jeep Wrangler) که در ایران با نام جیپ صحرا شناخته می‌شود، خودرویی است متعلق به شرکت خودروسازی آمریکایی جیپ.
این خودرو که از سال ۱۹۸۷ تاکنون تولید شده‌است طراحی موتور جلو، توزیع نیروی پیشران، و خودرو چهار چرخ محرک دارد.
در ایران این خودرو از سال ۱۳۶۸ تا ۱۳۸۰ خورشیدی توسط شرکت پارس خودرو تولید می‌شد.

## نسخه‌ها
- رنگلر اسپورت
- رنگلر روبیکان
- رنگلر صحرا
- رنگلر آنلیمیتد